# Homomilitia
Homomilitia – polski zespół muzyczny z Łodzi, działający od roku 1991 do 2000, wykonujący anarchopunk i crust punk. Teksty zespołu nawiązywały do tradycyjnej ideologii tzw. sceny niezależnej – akcentowano w nich sprzeciw wobec nietolerancji i niszczenia środowiska naturalnego. Uważany za jeden z najpopularniejszych zespołów polskiej sceny HC/punk lat 90. XX w.
Wokalista zespołu, Wojtek Krawczyk „Wojtas” (zm. 2021) był osobą otwarcie homoseksualną.

## Dyskografia
- 2020 Homomilitia – 12"LP (Sanctus Propaganda)[5]
- Homomilitia / Disclose – 7"EP split (Scream Records)
- 1996  Twoje Ciało, Twój Wybór – 12"LP (NNNW)[5]
- 1995 Força Macabra / Anti - Multinationals – 7"EP split (Malarie Records)[5]